# Перерване побачення (Шевченко)
Перерване побачення — копія з однойменної акварелі К. П. Брюллова, виконана Шевченком у Санкт-Петербурзі у двох примірниках. Розмір 23 × 18,5.
Під малюнком, що зберігається в Державному російському музеї в Санкт-Петербурзі, на паспарту напис чорнилом: Тарасъ Шевченко съ К. Брюллова. Нижче зліва олівцем: Подарокъ Шевченка В. Жуковскому. Справа напис олівцем: Coll. W. Joukowsky. Andre Somoff. На звороті напис олівцем: Подарокъ Шевченки Жуковскому. Можливо, це один з тих двох малюнків, що зазначені в списку оригінальних творів, які належали В. А. Жуковському.
Під малюнком, що зберігається в Національному музеї Тараса Шевченка, на паспарту напис олівцем: Шевченко. Прерванное свидание. Нижче бронзованими буквами витиснено: Carolus Bruloff, Copia.
Копії як з цієї, так і з іншої акварелі Брюллова, що зберігалися в приватних збірках, Шевченко міг виконати лише тоді, коли з оригіналів «Перерване побачення» (належав гр. Ферзен) та «Сон бабусі та внучки» (належав великій княгині Катерині Михайлівні) робилися копії для гравюр, вміщених в альманасі «Утренняя заря» на 1841 рік (цензурний дозвіл — жовтень 1840 року). Це підтверджується й тим, що один з малюнків належав В. А. Жуковському, який уже на початку 1841 року виїхав за кордон.
В літературі зустрічається під назвами «Італійка біля фонтана» і «Перервана зустріч».
М. Г. Бурачек помилково датує акварель 1840 — 1843 роками, а Г. Владимирський невірно реєструє цей малюнок як різні твори під назвами «Бахчисарайский фонтан», «Итальянки у колодца».
Попередні місця збереження примірника Київський державний музей Т. Г. Шевченка АН УРСР: збірка К. Т. Солдатьонкова, Державний музей образотворчих мистецтв ім. О. С. Пушкіна в Москві, Галерея картин Т. Г. Шевченка.
В 1888 році один з цих малюнків експонувався на виставці на користь вдів та сиріт архітекторів у Академії мистецтв в Петербурзі.